# Jan-Nico Appelman
Jan-Nico Appelman (Swifterbant, 1968) is een Nederlandse CDA-politicus. Vanaf 2011 tot 2023 was hij lid van de Gedeputeerde Staten van Flevoland.

## Biografie
Appelman studeerde aan de CAH Vilentum Hogeschool. Hij is ondernemer in de akkerbouw en duurzame energie.
Van 2003 tot 2011 was hij namens het CDA lid van de Provinciale Staten van Flevoland. Van 2011 tot 2023 was hij namens het CDA lid van de Gedeputeerde Staten van Flevoland. Appelman had de volgende zaken in zijn portefeuille: Economie, Floriade Almere, Agrofood, Landbouw meerdere smaken, Maritieme strategie, Human Capital Agenda, Facilitaire zaken, Het Flevolands Archief en lid van de Bestuurlijke adviescommissie economie van het IPO. Hij was bovendien de 3e loco-commissaris van de Koning.
Appelman is onafhankelijk voorzitter van de commissie regionaal overleg van Lelystad Airport.